# Ayman al-Zawahirí
Àyman Muhàmmad Rabí az-Zawahirí (àrab: أيمن محمد ربيع الظواهري, Ayman Muḥammad Rabīʿ aẓ-Ẓawāhirī) (el Caire, 19 de juny de 1951 - Kabul, 31 de juliol de 2022), conegut generalment com Al-Zawahirí, va ser un teòleg islàmic egipci i el líder oficial d'Al-Qaida des del 16 de juny del 2011. Es diu que era un cirurgià qualificat i sabia parlar anglès i francès.
La seva visió de la religió i de la història islàmica va ser profundament radical: a Egipte va ser el segon i últim dirigent ("emir") del Gihad Islàmic, havent succeït el seu fundador Abbud al-Zumar quan les autoritats egípcies el van condemnar a cadena perpètua. El 1986 va conèixer Ossama bin Laden, líder d'Al-Qaida. Segons informes d'un antic membre d'aquesta organització, des dels seus inicis Al-Zawahirí va formar part de la "junta directiva" o xura del moviment, fins que el 1998 va decidir fusionar-hi el Gihad Islàmic, convertir-se en el principal ideòleg del grup, així com en metge i assessor personal de Bin Laden.
Després dels atemptats de l'11 de setembre de 2001 als Estats Units, va ser sancionat pel Consell de Seguretat de les Nacions Unides en tant que membre o afiliat d'Al-Qaida, i el Departament d'Estat dels Estats Units va oferir una recompensa de 25 milions de dòlars per tota informació que conduís a la seva detenció. La seva esposa i un dels seus sis fills van morir en un atac aeri a l'Afganistan dut a terme per les forces nord-americanes a finals del 2001.
Considerat com el cap visible d'Al-Qaida des del 2 de juny del 2011, l'organització va fer un comunicat el 16 de juny anunciant que havia estat elegit oficialment successor de Bin Laden, el qual va morir en una operació militar dels Estats Units el 2 de maig de 2011. El 31 de juliol de 2022 va morir assassinat per un dron de la CIA a la seva residència del barri diplomàtic de la ciutat afganesa de Kabul, als 71 anys.